# Koyukuk (Alaska)
Koyukuk es una ciudad ubicada en el Área censal de Yukón–Koyukuk en el estado estadounidense de Alaska. En el Censo de 2010 tenía una población de 96 habitantes y una densidad poblacional de 6,49 personas por km².

## Geografía
Koyukuk se encuentra en las coordenadas 64°52′49″N 157°42′3″O / 64.88028, -157.70083. Según la Oficina del Censo de los Estados Unidos, Koyukuk tiene una superficie total de 14.79 km², de la cual 14.5 km² corresponden a tierra firme y (1.93%) 0.28 km² es agua.

## Demografía
Según el censo de 2010, había 96 personas residiendo en Koyukuk. La densidad de población era de 6,49 hab./km². De los 96 habitantes, Koyukuk estaba compuesto por el 1.04% blancos, el 0% eran afroamericanos, el 96.88% eran amerindios, el 0% eran asiáticos, el 0% eran isleños del Pacífico, el 0% eran de otras razas y el 2.08% pertenecían a dos o más razas. Del total de la población el 0% eran hispanos o latinos de cualquier raza.

## Localidades adyacentes
El siguiente diagrama muestra a las localidades más próximas a Koyukuk.